# Afonso Cunha
Afonso Cunha es un municipio brasileño del estado del Maranhão. Su población estimada en 2009 era de 5.948 habitantes.

## Historia
A partir del poblado conocido como "Regalo", comienza la historia del municipio en los límites de Coelho Nieto y Chapadinha.
La familia Bacelar, influyentes en la política de Coelho Nieto, contando con la simpatía del gobierno estatal, inició la propuesta para crear el municipio, dándole el topónimo de Afonso Cunha, en homenaje al poeta caxiense, que era un gran amigo de la familia.